# Дін Батлер (хокеїст на траві)
Дін Батлер (англ. Dean Butler, 26 січня 1977) — австралійський хокеїст на траві.
Олімпійський чемпіон 2004 року.
Переможець Ігор Співдружності 2002, 2006 років.
Срібний призер Чемпіонату світу 2002, 2006 років.
Переможець Трофею чемпіонів 2005 року, срібний призер 2001, 2003, 2007 років, бронзовий призер 1998 року.